# Ctenomys pontifex
Ctenomys pontifex is een zoogdier uit de familie van de kamratten (Ctenomyidae). De wetenschappelijke naam van de soort werd voor het eerst geldig gepubliceerd door Thomas in 1918.

## Voorkomen
De soort komt voor in het westen van Argentinië.